# Jean Delarge
Jean Delarge (Liegi, 6 aprile 1906 – Liegi, 7 luglio 1977) è stato un pugile belga.
Ha vinto la medaglia d'oro nel pugilato alle Olimpiadi 1924 svoltesi a Parigi, in particolare nella categoria pesi welter sconfiggendo in finale l'argentino Héctor Méndez.